# Léonce et les Écrevisses
Léonce et les Écrevisses est un film muet français réalisé par Léonce Perret et sorti en 1913.

## Fiche technique
Source IMDb
- Réalisation : Léonce Perret
- Scénario : Léonce Perret
- Société de production : Société des Etablissements L. Gaumont
- Format : Muet - Noir et blanc
- Genre : Comédie
- Durée : 17 minutes
- Année de sortie : France : décembre 1913

## Distribution
Source IMDb
- Léonce Perret : Léonce
- Suzanne Le Bret : Poupette
- Valentine Petit : Tante Marise
- Armand Dutertre : Oncle Théodore